# Gamka minuta
Gamka minuta är en skalbaggsart som beskrevs av Louis Albert Péringuey 1904. Gamka minuta ingår i släktet Gamka och familjen Melolonthidae. Inga underarter finns listade i Catalogue of Life.